# Wypadek masowy
Wypadek masowy (ang. Mass Casualty Incident, w skrócie MCI) — jakiekolwiek zdarzenie, w którym liczba poszkodowanych jest tak duża, że przekracza możliwości udzielenia im pełnej pomocy medycznej dostępnej na miejscu przez przybyłe na miejsce zdarzenia służby ratownicze. 
Każdy wypadek masowy zaliczany jest do katastrof.
Definicja w ujęciu KSRG:
Mianem masowego określa się zdarzenie, w którym istnieje dysproporcja sił i środków w stosunku do poszkodowanych w kodzie segregacyjnym czerwonym. Oznacza to, iż w pierwszej fazie działań ratowniczych istnieje zbyt mała liczba sprzętu lub ratowników do wykonania wszystkich czynności wymaganych procedurami z zakresu ratownictwa medycznego wobec poszkodowanych oznaczonych najpilniejszym priorytetem terapeutyczno-ewakuacyjnym.

Definicja w ujęciu LPR:

Zdarzenie masowe – nagłe zagrożenie, w wyniku którego zapotrzebowanie na medyczne działania ratownicze przekracza możliwości obecnych na miejscu zdarzenia sił i środków oraz zachodzi konieczność prowadzenia segregacji rozumianej jako ustalanie priorytetów leczniczo – transportowych.

## Źródła
- Zaawansowane zabiegi resuscytacyjne i wybrane stany nagłe, J. Gucwa (red.), T. Madej (red.), M. Ostrowski (red.), 2017, Medycyna Praktyczna, ISBN 978-83-7430-503-7, str. 345